# Okręg Marsylia
Okręg Marsylia (fr. Arrondissement de Marseille) – okręg w południowo-wschodniej Francji. Populacja wynosi 1 mln 090 tys.

## Podział administracyjny[1]
W skład okręgu wchodzą następujące gminy:
1. Allauch
2. Aubagne
3. Auriol
4. Belcodène
5. La Bouilladisse
6. Cadolive
7. Carnoux-en-Provence
8. Cassis
9. Ceyreste
10. La Ciotat
11. Cuges-les-Pins
12. La Destrousse
13. Gémenos
14. Marsylia
15. La Penne-sur-Huveaune
16. Peypin
17. Plan-de-Cuques
18. Roquefort-la-Bédoule
19. Roquevaire
20. Saint-Savournin
21. Septèmes-les-Vallons